# 款項目節
款項目節（かんこうもくせつ）は、旧会計法において国家予算の形式で使われた項目の名前（総称）。予算科目の分類。現行の財政法にも引き継がれているが、旧会計法では「款」「項」「目」「節」であったところ、「部」が「款」の上に加えられている。

## 概要
財政法で国家予算の形式で、項目の名前（階層）として定められている。款は最大の分類で、それより以下が順に細かい分類となる。特に歳入歳出予算の、予算の経費などの項目として使われるものであり、財政民主主義の観点から、日本では国家予算は国会の承認を必要とするところ、「款」「項」までが国会の議決を必要とするものであり（議定科目）、「目」以下は、同じ「項」内での予算の流用は、財務大臣の承認を必要とするにとどまる（行政科目） 。
地方公共団体でも、予算の形式は同様の扱いがなされる。
帝国憲法では第64条で予算の帝国議会の協賛について、款項に言及があるが、国家による予算管理の緒は明治維新後であり、そのはじめを成した旧会計法や『歳入出予算条規』、『歳入出科目条規』などは、その形式として款項目節を説明している。

## コード番号
国の予算書にあっては、経費ごとにコードが割り当てられ、歳入では「部」に一桁、「款」に一桁、「項」に二桁、「目」に二桁の番号が振り当てられており、歳出の科目別内訳では、「項」ごとに結果的に九桁、「目」に二桁の番号が振りあてられている（これとは別に、「項」ごとに三桁の番号が振り当てられる）。